# 그리스 국가 부채 위기

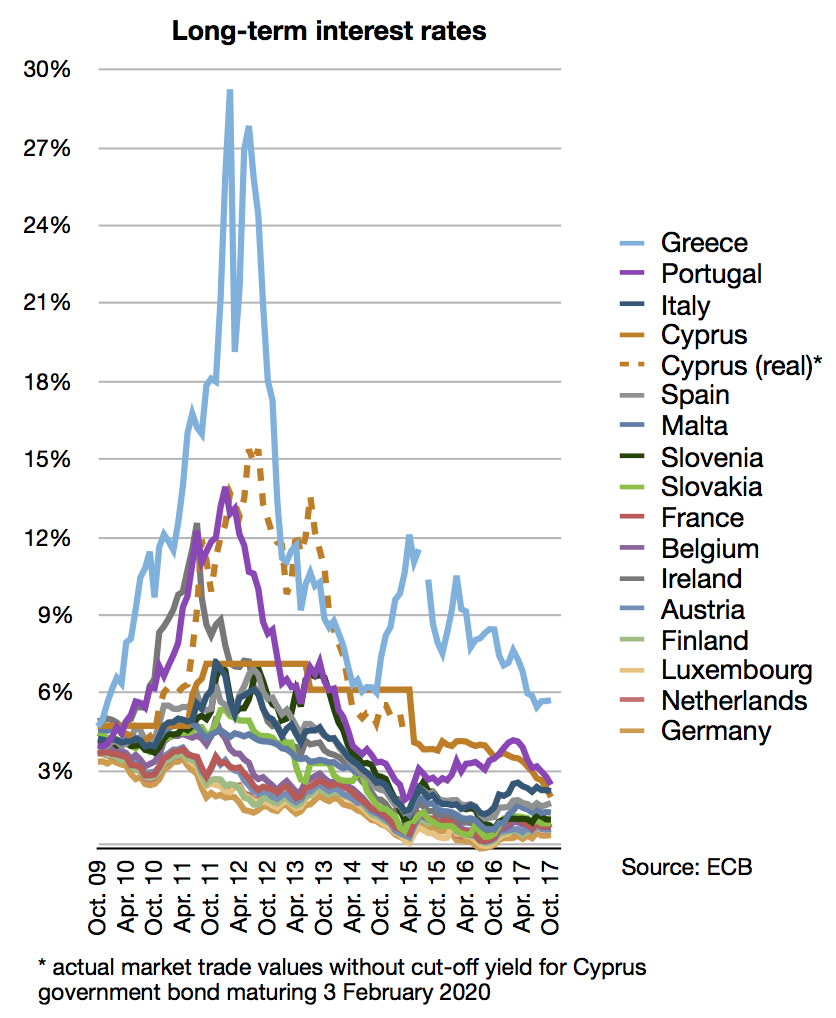
에스토니아를 제외한 모든 유로존 국가의 장기 이자율. 높은 수익률은 자본 시장이 그 국가의 신용도에 대한 심각한 의문을 가지고 있음을 나타낸다.

그리스 국가 부채 위기( - 國家 負債 危機, 그리스어: Ελληνική κρίση χρέους 2009-σήμερα, 영어: Greek government-debt crisis, Greek depression)는 후에 유럽 국가 부채 위기로 통합되어 지칭되는 2009년 말에 유로존에서 발생한 네 개의 국가 부채 위기 중에서 첫번 째로 시작되었다.
2009년 10월 그리스에서 정권 교체가 이루어지면서, 재정 적자 은폐가 나타났다. 전통적인 그리스의 재정 적자는 GDP의 4% 정도라고 발표했지만 실제로는 13% 가까이 커지면서 부채도 국내 총생산의 113%에 이르고 있었다. 2010년 1월 12일, 유럽위원회가 그리스 통계의 미비를 지적했던 것이 보도되어 그리스의 재정 상황의 악화가 가시화되었다. 2010년 1월 15일 재정 적자를 GDP 대비 2.8 % 이하로 하는 등으로 한 3개년 재정 건전화 계획을 국무회의에서 발표하지만 낙관적인 경제 성장이 전제였다. 신용 평가 회사는 잇따라 그리스 국채의 신용 등급을 인하하였고, 그리스 국채가 폭락했다. 주가도 영향을 받아 세계 각국의 평균 주가가 하락하였다. 2010년 4월 23일에는 그리스가 금융 지원을 요청했다. 유럽 연합에서는 유로존 국가에 대한 유로 경제권의 질서 유지를 위해 채권 발행 한도를 제한하고 있다. 유럽 각국이 협조하여 문제를 해결하게 되었지만, 독일 등과의 사이에서 논쟁이 있었다. 유럽에서는 그리스뿐만 아니라 스페인과 포르투갈 등 재정 적자 확대에 시달리고 있으며, 이러한 나라로 비화할 우려되었기 때문이다.
2015년 급진 좌파 연합이 총선에서 구제 금융 재협상을 공약으로 내세워 집권당이 되었다. 6월 27일 알렉시스 치프라스 총리는 국제 채권단이 제안한 협상안을 국민 투표에 회부하였고, 7월 6일 치러진 국민 투표에서 추가 긴축 요구안을 반대하는 표가 61.3%를 차지하였다.

## 원인

### 개요
1999년에 유로화의 일반 통화로서의 도입은 유로존 내의 국가 사이의 무역 비용을 감소시켰고, 무역 규모를 증가시켰다. 반면, 노동 비용은 독일과 같은 주요 국가에 비하여 그리스와 같은 주변 국가에서 증가하였으며, 그리스의 수출 경쟁력을 약화시켰다. 이 결과로 그리스는 매우 큰 무역 적자를 보았는데, 무역 적자는 한 국가의 수입(收入)보다 소비가 더 많은 것을 의미하며, 다른 국가로부터 차입을 요구한다. 그리스의 무역 적자와 재정 적자는 1999년 GDP의 5% 이하에서 2008년과 2009년 사이에 최고 GDP의 15% 정도에 다달았다. 2007년부터 2009년 사이에 미국에서 시작된 경기 침체는 유럽으로 확산되었고, 유럽의 중심 국가에서 주변 국가로 흘러들던 자금의 흐름도 마르기 시작하였다. 2009년 재정적 실책과 은폐가 보도되자 자금 조달 비용은 증가하였고 이것들의 결합은 그리스가 더 이상 무역과 재정 적자를 매우기 위하여 자금을 조달할 수 없음을 의미하였다.
- 2000년부터 단위당 노동 비용의 연관 추이.
- 1977년 이후의 그리스 국가 부채(파랑색)와 EU 평균 부채(녹색).
- 1997부터 2014까지의 경상 수지. 그래프에 표시된 국가 중 독일(연녹색)과 네덜란드(녹색)만이 지속적인 경상 수지 흑자를 기록하였으며, 그리스(연갈색)은 지속적인 경상 수지 적자를 기록하였다.

## 같이 보기
- 2015년 그리스 구제금융 국민투표
- 런던 채무 협정(영어판) - 2차대전 종전 8년 뒤인 1953년, 그리스를 포함한 서방 20개국은 런던채무협정을 체결해 서독의 전쟁 빚 388억마르크의 약 50%를 탕감해주었다.

## 서지
- Blustein, Paul (2015년 4월 7일), 《Laid Low: The IMF, the Euro Zone and the First Rescue of Greece》 (PDF), CIGI Papers Series, CIGI, 2015년 4월 18일에 확인함
- Dalakoglou, Dimitris (2012). “The crisis before the crisis”. 《Social Justice》 39 (1): 24–42. 2013년 11월 11일에 확인함.
- Dalakoglou, Dimitris (2014). 《Crisis-scapes: Athens and Beyond》. Athens, Brighton: ESRC. ISBN 978-1-938660-15-3.
- Janssen, Ronald (July 2010). “Greece and the IMF: Who Exactly is Being Saved?” (PDF). Washington, DC: CEPR. 2013년 11월 11일에 확인함.
- Pasiouras, Fotios (2012). 《Greek Banking: From the Pre-Euro Reforms to the Financial Crisis and Beyond》. Basingstoke: Palgrave Macmillan. ISBN 978-0-230-35608-5.